# Escleredema
Escleredema también llamada escleredema de Buschke es una afección cutánea rara y autolimitada, definida por un engrosamiento y endurecimiento progresivo de la piel, generalmente en las áreas de la parte superior de la espalda, el cuello, los hombros y la cara. La piel también puede cambiar de color a rojo o naranja. La enfermedad fue descubierta por Abraham Buschke. Aunque se desconoce la causa del escleredema, generalmente se asocia con una enfermedad, generalmente diabetes, una enfermedad viral o faringitis estreptocócica. Por lo general, no es fatal, pero puede causar la muerte si la enfermedad se propaga a los órganos internos. También puede causar una infección.
La causa de la enfermedad es desconocida. Con mayor frecuencia se desarrolla en el curso de la diabetes, infección aguda de bacterias o virus o discrasias monoclonales.. La enfermedad suele ser leve, autolimitada, pero en algunos casos puede ser progresiva y afectar órganos internos. Muy raramente conduce a la muerte.

## Etiología y patogenia
Se desconoce la causa de la enfermedad, aunque se ha observado que ocurre principalmente en el curso de diabetes mellitus, discrasias monoclonales e infecciones bacterianas o virales agudas del tracto respiratorio superior. Las infecciones estreptocócicas, principalmente la faringitis estreptocócica son la causa más común.
El trastorno principal es la deposición de mucina en la piel y los órganos internos afectados. El nombre de la enfermedad sugiere incorrectamente lesiones de inflamación y esclerodermia que no es el caso aquí.

## Diagnóstico
El escleredema generalmente se propone como un diagnóstico basado en la apariencia de la piel y el historial médico del paciente. Para confirmar el diagnóstico, el médico realiza una biopsia de piel, en la que la tinción con hematoxilina y eosina mostrará una dermis reticular gruesa con gruesos haces de colágeno separados por espacios claros. 
Se puede examinar la sangre del paciente para detectar enfermedades que pueden aparecer después del inicio de los síntomas, como el mieloma múltiple.

## Síntomas
El síntoma principal es el endurecimiento de la piel que puede afectar la cara, el cuello la parte superior de la espalda y los hombros. Los pacientes generalmente informan problemas con la sonrisa, la alimentación, la movilidad reducida de los hombros. En el caso de afectación de órganos internos, se presentan síntomas de su falla. A diferencia de la esclerodermia la lengua puede verse afectada y causar dificultad para hablar. Las partes inferiores del cuerpo y las manos generalmente están desocupadas.
Hay 3 subgrupos, dependiendo de la enfermedad subyacente. Cada grupo tiene un curso y un pronóstico diferentes :
1. El escleredema adultorum (escleredema adulto) se desarrolla después de una infección aguda del tracto respiratorio superior
2. Escleredema en el curso de la gammapatía monoclonal.
3. Esclerederma diabético que se desarrolla en el curso de la diabetes.

El primer tipo se caracteriza por un inicio agudo y una resolución espontánea dentro de los 6 meses a 2 años. Los tipos 2 y 3 tienen un inicio insidioso y un curso crónico, a menudo implacable. El escleredema diaberticorum se manifiesta con mayor frecuencia como esclerosis con eritema de la parte superior de la espalda.

## Tratamiento
Aunque se han probado muchos tipos de medicamentos como tratamientos, ninguno de ellos ha demostrado su eficacia en el tratamiento del escleredema. Esos tratamientos, como los corticosteroides, pueden beneficiar al paciente, pero no curarán su afección. Si el área afectada está infectada, generalmente se trata de inmediato. Los síntomas de la afección generalmente se resuelven dentro de los seis meses a dos años después del inicio. Sin embargo, los pacientes cuya condición se asoció a la diabetes pueden sufrir por períodos más largos de tiempo.
La miocarditis resultante como una complicación de la enfermedad se ha tratado con éxito con penicilina y esteroides.